# De Bereboot

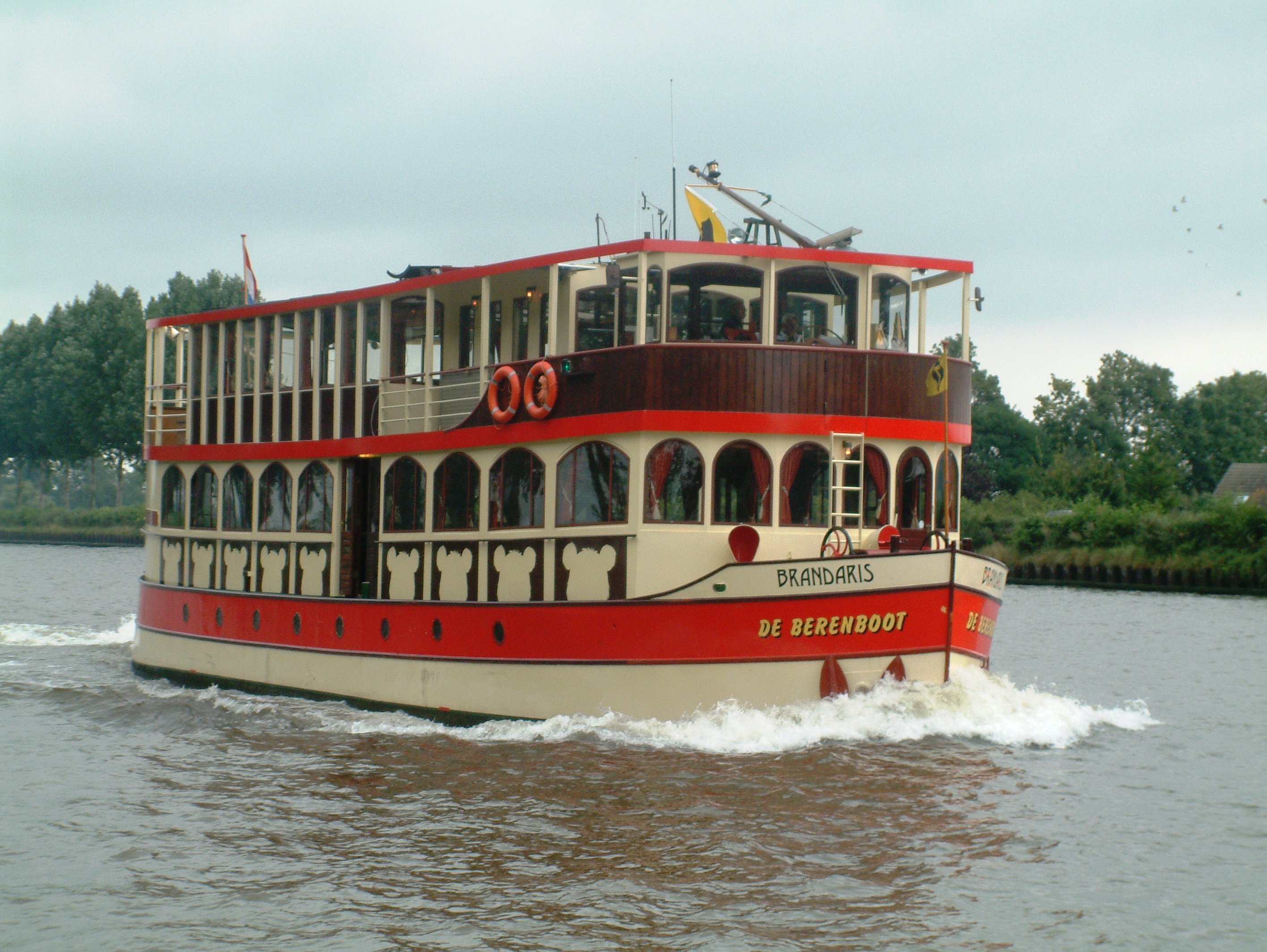
De Berenboot, geïnspireerd op De Bereboot

De Bereboot is een Nederlandstalige kindertelevisieserie geschreven door Lo Hartog van Banda, die werd uitgezonden tussen 1976 en 1978.
De serie gaat over een boot met een bemanning bestaande uit drie beren: Kapitein Brom, Maatje en Brilbeer. Ze beleven allerlei avonturen, waarbij ze vele vreemdsoortige eilanden aandoen. Na hun avonturen komen ze aan in de thuishaven, alwaar ze een glas limonade drinken in het zeemanshuis van Tante Neel. De afleveringen werden geschreven door Lo Hartog van Banda, die ook bekend was als schrijver van Ti-ta Tovenaar en van zijn werk bij de Toonder Studio's.
De serie werd vanaf 1976 dagelijks uitgezonden door de NOS, waarop de omroep er in het voorjaar van 1977 wegens financiële omstandigheden mee moest stoppen. Vanaf het najaar van 1977 nam de AVRO de serie over met onder meer wekelijkse afleveringen op de zaterdagavond.
In totaal zijn er 407 afleveringen van de serie gemaakt. Toen de AVRO de serie in 1977 overnam, werden er nieuwe poppen en decorstukken gebruikt. In 1982 werden er door de NOS van maandag t/m zaterdag afleveringen uit de periode vanaf 1976 herhaald, toen het kinderprogramma Sesamstraat een zomerstop had. Vanaf 1991 kwam de TROS met herhalingen van de serie, van zowel de NOS- als de AVRO-afleveringen. De NOS-afleveringen werden in grotere delen aan elkaar geplakt en de eindtune van de NOS werd vervangen door die van de AVRO, omdat de serie niet dagelijks werd herhaald. In de NOS-eindtune werd namelijk "graag tot morgen" gezongen.

## Personages
Kapitein BromEen stoere zeebeer die naar eigen zeggen nergens bang voor is. Hij is de kapitein van de Bereboot en vertelt graag de verhalen aan Tante Neel of Boer Teun die hij en zijn bemanning hebben beleefd, dit tot grote ergernis van Brilbeer die de verhalen liever zelf had verteld. Hij wordt aanbeden door Tante Neel die hem snoetepoet noemt, maar ook door juffrouw Alida. Als Maatje hem hieraan herinnert, wil Brom hier niets van weten en beweert dan dat Maatje niet weet waar hij over praat. Zijn vaste uitspraken zijn: "Hossende haaien, wat zijn dat voor sakkerse streken?" en "Daar komt zéker trammelant van."
stem: Bert Dijkstra
BrilbeerEen vakman, nogal kleinzerig van aard, die alles weet van piefjes en palletjes. Hij is de machinist van de Bereboot en gaat altijd getooid in een wit ketelpak en draagt een bril. Hij mag graag de technische kant van het verhaal vertellen en ligt vaak woordelijk in de clinch met kapitein Brom. Hij is verliefd op Lorrelies, maar moet niets hebben van haar zeeschotels. Zijn veelgehoorde uitspraken zijn "Krakende krukassen" en "Criminelen". Vaak eindigt hij zijn zinnen met de woorden "technisch gesproken".
stem: Paul van Gorcum
MaatjeDe matroos van de Bereboot die vaak een oplossing voor elk probleem heeft. Hij heeft moeite de verliefdheid van Tante Neel op kapitein Brom te doorgronden, al herinnert hij hem er wel regelmatig aan. Personages op het land spreekt hij vaak aan met het beroep dat ze uitoefenen of de gewoontes die ze hebben (zakenmeneer tegen Fred de Kei, deftige meneer tegen Jonkheer Peutjes enzovoorts).
stem: Trudy Libosan
Juffrouw AlidaDe zeeslang, die liever dame wenst te worden genoemd, heeft een oogje op kapitein Brom en zingt graag voor hem. De kapitein weet daar echter niet mee om te gaan. Toch zal hij haar altijd dame blijven noemen, ook tegen degene die over haar spreekt als een zeeslang.
stem: Trudy Libosan
Fred de KeiDe gewiekste zakenman die vaak met de Bereboot meevaart om ergens een slaatje uit te slaan. Hij draagt een grote zwarte hoed en heeft altijd een sigaar in zijn mond. Voor hem is niets belangrijker dan zaken doen en geld verdienen. Hij probeert vaak zijn zakenpartners, zoals professor Knobbel of boer Teun, financieel de loef af te steken. Zijn veelgehoorde spreuk luidt "zaken zijn zaken" en hij heeft het vaak over "slappe was". Hij is een varken.
stem: Jan Borkus
Professor KnobbelDe uitvinder die regelmatig langskomt in het zeemanshuis van tante Neel. Hij spreekt zijn gesprekspartners meestal aan met "dinges", waarbij hij de n en de g apart uitspreekt. Kapitein Brom pleegt hij nogal eens aan te spreken met kapitein Snoetepoet, nadat tante Neel hem snoetepoet heeft genoemd. Met de uitvindingen van de professor is altijd iets mis. Dan slaat hij aan het denken en roept steevast: "Even denken met het hoofd".
stem: Bert Dijkstra
Tante NeelDe uitbaatster van het zeemanshuis. De bemanning van de Bereboot komt altijd een glaasje limonade bij haar drinken, nadat ze een avontuur hebben beleefd of voordat ze dat gaan doen. Tante Neel is verliefd op kapitein Brom en noemt hem snoetepoet. Ze spreekt met een zwaar Rotterdams accent. Ze heeft ook in 1978 samen met Hans van der Togt het programma De Berebios gepresenteerd. Ze is een koe.
stem: Trudy Libosan
KokkieDe keukenhulp van Tante Neel. Hij spreekt met een Italiaans accent en gebruikt in zijn zinnen ook vaak Italiaanse woorden. Hij is nogal bang uitgevallen en raakt gauw in paniek. Ook laat hij dan het dienblad met daarop de glazen op de grond vallen. Vaak roept hij daarbij "mama mia" en "santa hoepla".
stem: Jan Borkus
LorreliesDe zeermeermin die op haar rots zit. Ze heeft een oogje op Brilbeer, die ook stapelverliefd op haar is. Ze is echter beledigd als Brilbeer haar visschotel met kwalletjes niet wenst te eten.
stem: Trudy Libosan
Boer Teun en tante JetHet boerenechtpaar waar de bemanning van de Bereboot vaak goederen koopt voor het zeemanshuis van tante Neel en daarna een bakje koffie drinkt. Boer Teun luistert graag naar de verhalen van kapitein Brom. Hij verbaast zich over het jachtige stadse leven van Fred de Kei en roept dan steevast "al mien lev'n".
stemmen: Bert Dijkstra en Trudy Libosan
HenkieHenkie is de reporter van de plaatselijke krant. Door kapitein Brom wordt hij schandaaltjesjager genoemd, maar dat is te min voor Henkie. Hij beschouwt zichzelf als een gerenommeerd journalist, maar wil liever niet lovend over anderen schrijven. Hij zegt dan ook vaak: "Daar zal ik eens een sappig stukje over schrijven". Hij is een rat.
stem: Paul van Gorcum
Guus HapEen vogel die het de bemanning van de Bereboot vaak lastig maakt. Hij eet van alles op, legt daarna een ei en daarin is alles terug te vinden wat hij heeft opgegeten. Om het leggen van dat ei te bewerkstelligen, moet het "leglied" worden gezongen.
stem: Paul van Gorcum
Jonkheer PeutjesDe hofmaarschalk van koning Lameslapen te Hagen. Hij spreekt met een overdreven deftig accent en wordt door Maatje deftige meneer genoemd. Als iets niet volgens de hofreglementen verloopt, is hij geneigd zich daarover te beklagen.
stem: Paul van Gorcum
Lap de LorrelaarEen zwerver die altijd vrolijk en opgewekt is. Hij is vaak te vinden in het zeemanshuis van tante Neel en geeft vaak rondjes zonder deze te betalen. Soms zegt hij dat Fred de Kei zal betalen, wat de zakenman weigert. Zijn vaste uitspraak is: "zwaai maar met je berenpoot. Pa zal wel betalen."
stem: Bert Dijkstra
De agentEen aap in een politie-uniform die direct klaar staat om mensen te beboeten of te arresteren. Hij komt altijd tevoorschijn als hij hoort dat er een overtreding of een misdaad ter sprake komt. Hij praat met een sterk Belgisch-Vlaams accent.
stem: Paul van Gorcum
De goochelaar OdineEen beer die aanvankelijk geheugenverlies had en ook last van kleptomanie. Dankzij Maatje weet hij weer dat hij goochelaar is. Hij bedient zich met een Frans accent en woorden.
stem: Jan Borkus

## Trivia
- Een schipper vermeldt in een brief gericht aan producent Max Appelboom dat de Nederlandse vlag op de achterkant van de Bereboot ondersteboven hangt, namelijk blauw-wit-rood. "Als u dit met de Friese pompebladeren zou doen, werd u spoedig in een diep meer in de modder gestopt," aldus de schipper. Appelbooms antwoord luidt dat er geen bijbedoelingen in het spel zijn. Hij legt uit dat er een neutrale vlag is gekozen, omdat de serie ook in het buitenland zal worden uitgezonden. Appelboom kan de vlag daarnaast niet meer op de juiste wijze ophangen, omdat tijdens het schrijven de opnames al zijn afgerond.[2]
- Producent Max Appelboom legt in het najaar van 1977 beslag op de televisieserie, omdat hij het er niet mee eens is dat de Bereboot in het seizoen 1977-1978 voortaan wekelijks bij de AVRO te zien is. Lo Hartog van Banda, de schrijver van de Bereboot, vermeldt dat de Bereboot al een strip was voordat het televisieprogramma bestond.[3]